# Gangs of New York
Pour le film de James Cruze sorti en 1938, voir La Loi de la pègre.
Pour plus de détails, voir Fiche technique et Distribution.
Gangs of New York, ou Les Gangs de New York au Québec, est un film américano-italien réalisé par Martin Scorsese et sorti en 2002. Il s'agit d'une adaptation cinématographique de l'ouvrage non fictionnel The Gangs of New York: An Informal History of the Underworld de Herbert Asbury publié en 1927.
Projet de longue date du réalisateur, le film est globalement bien accueilli par la presse et réalise de bonnes performances au box-office. Le film est notamment récompensé par le Golden Globe du meilleur réalisateur pour Martin Scorsese et le British Academy Film Award du meilleur acteur pour Daniel Day-Lewis.

## Synopsis
En 1846 à New York, lors d'un affrontement territorial entre un groupe d'Américains de souche anglaise et un autre d'immigrés irlandais, Williams Cutting, dit Bill le Boucher (Daniel Day-Lewis), chef du gang américain des Natifs, tue le chef du gang irlandais des Lapins-Morts, surnommé le Prêtre (Liam Neeson). Le jeune fils du Prêtre, Amsterdam Vallon, assiste au meurtre de son père. Désormais orphelin, il se promet qu'il le vengera.
En 1862, Amsterdam (Leonardo DiCaprio), devenu jeune adulte, sort enfin de la maison de correction de Hellgate, où Bill l'avait enfermé. Alors que l'Amérique est déchirée par la guerre civile, le quartier de Five Points est tombé sous la coupe de Bill. Même les Irlandais lui obéissent. Amsterdam passe alors à son service jusqu'à devenir son principal lieutenant. Il ira même jusqu'à lui sauver la vie. Il découvre alors que Bill vit dans le souvenir du Prêtre, le seul homme qu'il ait jamais respecté. Amsterdam tombe également amoureux de Jenny Everdeane (Cameron Diaz), une fille recueillie par Bill. Trahi par son ami Sirocco, la véritable identité d'Amsterdam est finalement découverte, mais Bill décide de lui laisser la vie sauve afin de le déshonorer.
Mais Amsterdam n'a pas dit son dernier mot. Il parvient à réunir tous les Irlandais du quartier derrière lui. Il tente ensuite de déplacer le conflit sur le plan politique en faisant élire shérif un des chefs irlandais, le Moine (Brendan Gleeson). Mais Bill refuse cette solution pacifique et tue le Moine. Le conflit ne pourra se résoudre que par un affrontement direct, comme le veut la tradition. Au même moment, des émeutes éclatent contre les nouvelles lois sur la conscription ("Draft Riots"). Au moment où les Américains et les Irlandais s'apprêtent à s'affronter, l'armée intervient et détruit le quartier. Au milieu du tumulte, Amsterdam tue Bill. Il quitte ensuite la ville avec Jenny car après cette émeute, New York ne sera plus jamais la même.

## Fiche technique
Sauf indication contraire, les informations mentionnées dans cette section peuvent être confirmées par les bases de données cinématographiques IMDb et Allociné,  présentes dans la section « Liens externes ».
- Titre original et français : Gangs of New York
- Titre québécois : Les Gangs de New York[2]
- Réalisation : Martin Scorsese
- Scénario : Jay Cocks, Kenneth Lonergan et Steven Zaillian, d'après le livre The Gangs of New York: An Informal History of the Underworld de Herbert Asbury
- Musique : Howard Shore
  - Musiques additionnelles (chansons du film) : Bono, The Edge et Adam Clayton[3]
- Direction artistique : Ahoora Khalaj, Alessandro Alberti, Maria-Teresa Barbasso, Dimitri Capuani, Stefano Maria Ortolani et Nazzareno Piana
- Décors : Dante Ferretti et Francesca Lo Schiavo
- Costumes : Sandy Powell
- Photographie : Michael Ballhaus
- Son : Tom Fleischman, Eugene Gearty, Ivan Sharrock, Philip Stockton
- Montage : Thelma Schoonmaker
- Production : Alberto Grimaldi, Martin Scorsese[3] et Harvey Weinstein
  - Production exécutive : Randi Feinberg et Michael Jackman
  - Production déléguée : Maurizio Grimaldi, Michael Hausman, Barbara Phillips Marco, Michael Ovitz, Bob Weinstein et Rick Yorn
  - Production associée : Gerry Robert Byrne
  - Coproduction : Joseph P. Reidy
  - Coproduction déléguée : Graham King, Rick Schwartz et Colin Vaines
- Sociétés de production :
  - États-Unis : Initial Entertainment Group (IEG) et Touchstone Pictures, présenté par Miramax Films
  - Italie : Alberto Grimaldi Productions
  - Royaume-uni : Incorporated Television Company[3]
  - Allemagne : Q&Q Medien GmbH et Splendid Film GmbH[3]
- Sociétés de distribution : Miramax Films (États-Unis) ; SND Films (France) ; Alliance Atlantis Communications et Alliance Atlantis Motion Picture Distribution (Canada) ; Kinepolis Film Distribution et RCV Film Distribution (Belgique) ; Ascot Elite (Suisse)[4],[5]
- Budget : 97 millions de $[6] ; 100 millions de $[7]
- Pays de production :  États-Unis,  Italie[8],[N 1]
- Langues originales : anglais, irlandais, chinois, latin
- Format : couleur (Technicolor) — 35 mm — 2,35:1 — son DTS / Dolby Digital / SDDS
- Genre : drame historique, action, policier
- Durée : 167 minutes
- Dates de sortie[9] :
  - États-Unis : 9 décembre 2002 (première mondiale au Ziegfeld Theatre à New York)[10] ; 20 décembre 2002 (sortie nationale)
  - Québec : 20 décembre 2002[2]
  - France, Belgique, Suisse romande : 8 janvier 2003[11],[12],[13]
  - Italie : 24 janvier 2003
- Classification :
  - États-Unis : les enfants de moins de 17 ans doivent être accompagnés d'un adulte (R – Restricted)[N 2]
  - Italie : tous publics (T - film per tutti)[14]
  - France : interdit aux moins de 12 ans[15]
  - Belgique : tous publics (Alle Leeftijden)[12]
  - Suisse romande : interdit aux moins de 16 ans[16]
  - Québec : 13 ans et plus (violence) (13+ / 13 years and over)[2]

## Distribution
Sauf indication contraire, les informations mentionnées dans cette section peuvent être confirmées par les bases de données cinématographiques IMDb et Allociné,  présentes dans la section « Liens externes ».
- Leonardo DiCaprio (VF : Damien Witecka) : Amsterdam Vallon
- Daniel Day-Lewis (VF : Bernard Gabay) : William Cutting, dit « Bill le Boucher »
- Cameron Diaz (VF : Marjorie Frantz) : Jenny Everdeane
- Liam Neeson (VF : Samuel Labarthe) : Prêtre Vallon, le père d'Amsterdam Vallon
- Brendan Gleeson (VF : Raymond Acquaviva) : Monk McGinn, dit « le Moine »
- John C. Reilly (VF : Yves Pignot) : Happy Jack
- Henry Thomas (VF : David Macaluso) : Johnny Sirocco
- Jim Broadbent (VF : Philippe Catoire) : Boss Tweed, chef du parti Tammany Hall
- Roger Ashton-Griffiths : Phineas Taylor Barnum
- Cara Seymour (VF : Martine Irzenski) : Maggie
- Stephen Graham (VF : Jérôme Pauwels) : Shang
- Gary Lewis (VF : Hervé Furic) : McGloin
- Lawrence Gilliard Jr. : Jimmy Spoils
- Alec McCowen (VF : Michel Ruhl) : le révérend Raleigh
- David Hemmings : M. Schermerhorn
- Barbara Bouchet : Mlle Schermerhorn
- Michael Byrne : Horace Greeley
- John Sessions : Harry Watkins
- Richard Graham : Harvey
- Iain McColl : Seamus, le condamné
- Eddie Marsan : Killorab
- Leo Burmester : le premier télégraphiste (voix-off)

## Production

### Genèse et développement
Martin Scorsese voulait déjà réaliser une adaptation cinématographique du roman d’Herbert Asbury (en), The Gangs of New York: An Informal History of the Underworld (1928)  dans les années 1970. Mais des problèmes budgétaires l'obligèrent à repousser le tournage jusqu'à la fin des années 1990. Les prises de vue démarrèrent en 2000.

### Attribution des rôles
Le personnage de Bill le Boucher est inspiré d'un homme ayant réellement existé, Bill Poole. D'abord boucher, il devint boxeur professionnel. Cependant, il était déjà mort au moment des Draft Riots. Ce rôle devait au départ être tenu par Robert De Niro, puis par Willem Dafoe, mais c'est finalement Daniel Day-Lewis, en semi-retraite en Italie (le film a d’ailleurs été tourné dans les studios Cinecitta de Rome), que Martin Scorsese et Leonardo DiCaprio ont convaincu d'interpréter ce personnage. Daniel Day-Lewis et Martin Scorsese se retrouvent donc puisqu'ils avaient déjà collaboré ensemble en 1993 pour Le Temps de l'innocence (The Age of Innocence) qui traitait du New York de la période historique qui succède à celle de Gangs of New York.
Bon nombre de figurants d'origine italienne se sont fait teindre les cheveux en blond pour ressembler à des Irlandais.

### Tournage
Leonardo DiCaprio et Daniel Day-Lewis ont dû s'entraîner pendant de longs mois pour préparer le combat final. Le programme du premier a duré onze mois et comportait du lever de poids, du lancer de couteaux et différentes techniques de combat de l’époque[réf. nécessaire].
Tim Monich, un coach spécialement affecté aux dialogues, a été engagé afin de restituer l'accent et l'argot spécifique des habitants de New York au milieu du XIXe siècle. N’ayant aucun enregistrement d’époque, il s'est basé sur des pamphlets humoristiques, des poèmes, des ballades et des extraits de la presse pour restituer le bon vocabulaire[réf. nécessaire].
Quelque 850 000 objets d'époque, retrouvés lors des travaux d'agrandissement d'un parking de New York, ont été utilisés dans le film. À la suite du tournage, ceux-ci ont été rassemblés au building 6 du World Trade Center. Après l'attentat du 11 septembre 2001, seulement 18 de ceux-ci ont été retrouvés.

### Musique
La bande originale a été composée par Howard Shore. L'album contient principalement des chansons traditionnelles irlandaises.
Liste des titres
1. Brooklyn Heights 1 (Howard Shore) – 2:16
2. Afro Celt Sound System : Dark Moon, High Tide (Simon Emmerson, Davy Spillane, Martin Russell) – 4:06
3. Silver Leaf Quartet : Gospel Train (traditionnel) – 2:30
4. U2 avec Sharon Corr et Andrea Corr : The Hands That Built America (Theme from Gangs of New York) (Bono, The Edge, Adam Clayton, Larry Mullen Jr.) – 4:35
5. Othar Turner et The Rising Star Fife and Drum Band : Shimmy She Wobble (Othar Turner) – 3:37
6. Sidney Stripling : Breakaway (traditionnel) – 3:32
7. Peter Gabriel : Signal to Noise (Gabriel) – 7:32
8. Finbar Furey : New York Girls (traditionnel) – 4:03
9. Jimpson and Group : The Murderer's Home (traditionnel) – 0:47
10. Jocelyn Pook : Dionysus (Pook) – 4:52
11. Brooklyn Heights 2 (Howard Shore) – 2:00
12. Mariano De Simone : Morrison's Jig/Liberty (traditionnel) – 1:46
13. Shu-De : Durgen Chugaa (traditionnel) – 0:53
14. Maura O'Connell : Unconstant Lover (traditionnel) – 2:34
15. Vittorio Schiboni, Massimo Giuntini, Rodrigo D'Erasmo and Mariano De Simone : Devil's Tapdance (traditionnel) – 1:47
16. Anxi Jiang : Beijing Opera Suite (Da-Can Chen) – 3:27
17. Linda Thompson : Paddy's Lamentation (traditionnel) – 2:53
18. Brooklyn Heights 3 (Howard Shore) – 3:15

Autres chansons présentes dans le film
- Othar Turner : Shimmy She Wobble
- Badara N'Diaye : Koukou Frappe
- The Dhol Foundation : Drummer's Reel
- Beatrice Pradella, Marco Libanori et Angelo Giuliani : Lilly Bell Quickstep
- Jimmie Strothers : Poontang Little, Poontang Small
- Alabama Sacred Harp Convention : Hallelujah/Amazing Grace
- Nathan Frazier & Frank Patterson : Dan Tucker
- Music box recording : The Last Rose of Summer
- Sonny Terry : New Careless Love
- Afro Celt Sound System : Saor-Free
- Eileen Ivers : Lament for Staker Wallace
- Paul Hewson : Báidín Fheidhlimí
- Dan Costescu : Pigeon on the Gate
- Franco D'Aniello, Marco Libanori et Angelo Giuliani : The White Cockade
- Piergiorgio Ambrosi : A Mighty Fortress Is Our God (Martin Luther)
- Jeff Atmajian : Cantata
- David Fanshawe : Pakwach Acholi Bwala Dance
- Franco D'Aniello, Marco Libanori et Angelo Giuliani : Belle of the Mohawk Vale
- Francesco Moneti : Uncle Tom's Religion
- Mary Black : Paddy's Lamentation
- Mariano De Simone, Beatrice Pradella, Alessandro Bruccoleri et Lauren Weiss : Massa Juba
- Ke-Wei Zhang : Leaving Home
- Dr. Hukwe Zawose : Chilumi
- Anna De Luca, Alessandro Bruccoleri et Giuseppe Salvagni : Garry Owens Jig
- The Rising Star Fife and Drum Band : Late at Midnight, Just a Little 'Fore Day
- Ike Caudill te Congregation of the Mt. Olivet Old Regular Baptist Church : Guide Me O Thou Great Jehovah
- Jeff Johnson, Brian Dunning, John Fitzpatrick, Gregg Williams te Tim Ellis: Vows
- The Chieftains : Kerry Slides

## Accueil

### Date de sortie

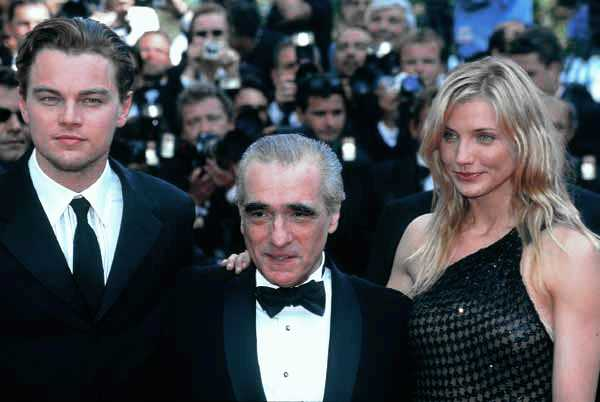
Leonardo DiCaprio, Martin Scorsese et Cameron Diaz lors de la présentation du film au festival de Cannes 2002.

La date de sortie du film est repoussée à plusieurs reprises, d'abord à cause des attentats du 11 septembre 2001, puis lorsque des rumeurs concernant des désaccords entre le réalisateur et la maison de production paraissent dans la presse spécialisée.

### Box-office
- États-Unis : 77 812 000 dollars[20].
- France : 2 269 039 entrées[21].
- Monde : 193 772 504 dollars[20]

## Distinctions principales
Source : Internet Movie Database

### Récompenses
- BAFTA 2003 : meilleur acteur pour Daniel Day-Lewis
- Golden Globes 2003 :
  - Meilleur réalisateur pour Martin Scorsese
  - Meilleure chanson originale pour The Hands That Built America
- Eddie Awards 2003 : meilleur montage d'un long métrage dramatique pour Thelma Schoonmaker

### Nominations
- BAFTA 2003 :
  - Meilleur film
  - Meilleur réalisateur pour Martin Scorsese
  - Meilleur scénario original
  - Meilleure direction artistique
  - Meilleurs costumes
  - Meilleurs maquillages et coiffures
  - Meilleur montage
  - Meilleurs effets visuels
  - Meilleur son
  - Meilleure musique
  - Meilleure photographie
- Golden Globes 2003 :
  - Meilleur film dramatique
  - Meilleur acteur dans un film dramatique pour Daniel Day-Lewis
  - Meilleure actrice dans un second rôle pour Cameron Diaz
- Oscars 2003 :
  - Meilleur acteur pour Daniel Day-Lewis
  - Meilleure direction artistique
  - Meilleure photographie
  - Meilleure création de costumes
  - Meilleur réalisateur pour Martin Scorsese
  - Meilleur montage
  - Meilleure chanson originale pour U2, The Edge, Bono, Adam Clayton et Larry Mullen Jr. pour The Hands That Built America
  - Meilleur film
  - Meilleur mixage de son
  - Meilleur scénario original
- Prix Edgar-Allan-Poe 2003 : meilleur film pour Jay Cocks, Kenneth Lonergan et Steven Zaillian
- Grammy Awards 2004 :
  - Meilleure chanson écrite pour un film, la télévision ou un autre média visuel pour U2, The Edge, Bono, Adam Clayton et Larry Mullen Jr. pour The Hands That Built America
  - Meilleur album de compilation pour un film, la télévision ou un autre média visuel pour Martin Scorsese, Robbie Robertson, Hal Willner (en tant que producteurs de l'album)
- César 2004 : meilleur film étranger

## Exploitation

### Éditions en vidéo
En France, le film Gangs of New York est sorti en DVD simple ainsi que dans une édition collector le 9 juillet 2003,. Par la suite, une édition prestige est sortie le 17 novembre 2004 contenant 4 disques, le roman dont est tiré le film et un morceau de pellicule du film. Le film est également sorti en Blu-ray le 25 juin 2008. Deux autres ressorties DVD ont eu lieu le 10 mars 2010 et le 6 avril 2011, ainsi qu'une ressortie combo Blu-ray + DVD le 12 septembre 2012. D'autre part, le film est sorti en VOD le 15 mai 2010.

### Projet de série
En octobre 2022, il est annoncé que Martin Scorsese et Miramax ont l'intention d'adapter le film en série. Aucune avancée du projet n'a été médiatisée depuis.